# Municipio de Flannigan
El municipio de Flannigan (en inglés: Flannigan Township) es un municipio ubicado en el condado de Hamilton en el estado estadounidense de Illinois. En el año 2010 tenía una población de 304 habitantes y una densidad poblacional de 3,23 personas por km².

## Geografía
El municipio de Flannigan se encuentra ubicado en las coordenadas 37°59′21″N 88°38′46″O / 37.98917, -88.64611. Según la Oficina del Censo de los Estados Unidos, el municipio tiene una superficie total de 94.09 km², de la cual 93,68 km² corresponden a tierra firme y (0,44 %) 0,41 km² es agua.

## Demografía
Según el censo de 2010, había 304 personas residiendo en el municipio de Flannigan. La densidad de población era de 3,23 hab./km². De los 304 habitantes, el municipio de Flannigan estaba compuesto por el 99,01 % blancos, el 0,33 % eran amerindios y el 0,66 % eran de una mezcla de razas. Del total de la población el 0,33 % eran hispanos o latinos de cualquier raza.